# Джеймс Ричардсън Спенсли
Джеймс Ричардсън Спенсли е английски футболист, треньор, скаут и доктор. Той е признат като един от „бащите на италианския футбол“.

## Успехи
Футболист
- Италиански футболен шампионат (6) – 1898, 1899, 1900, 1902, 1903, 1904

Треньор
- Италиански футболен шампионат (6) – 1898, 1899, 1900, 1902, 1903, 1904